# Power Macintosh

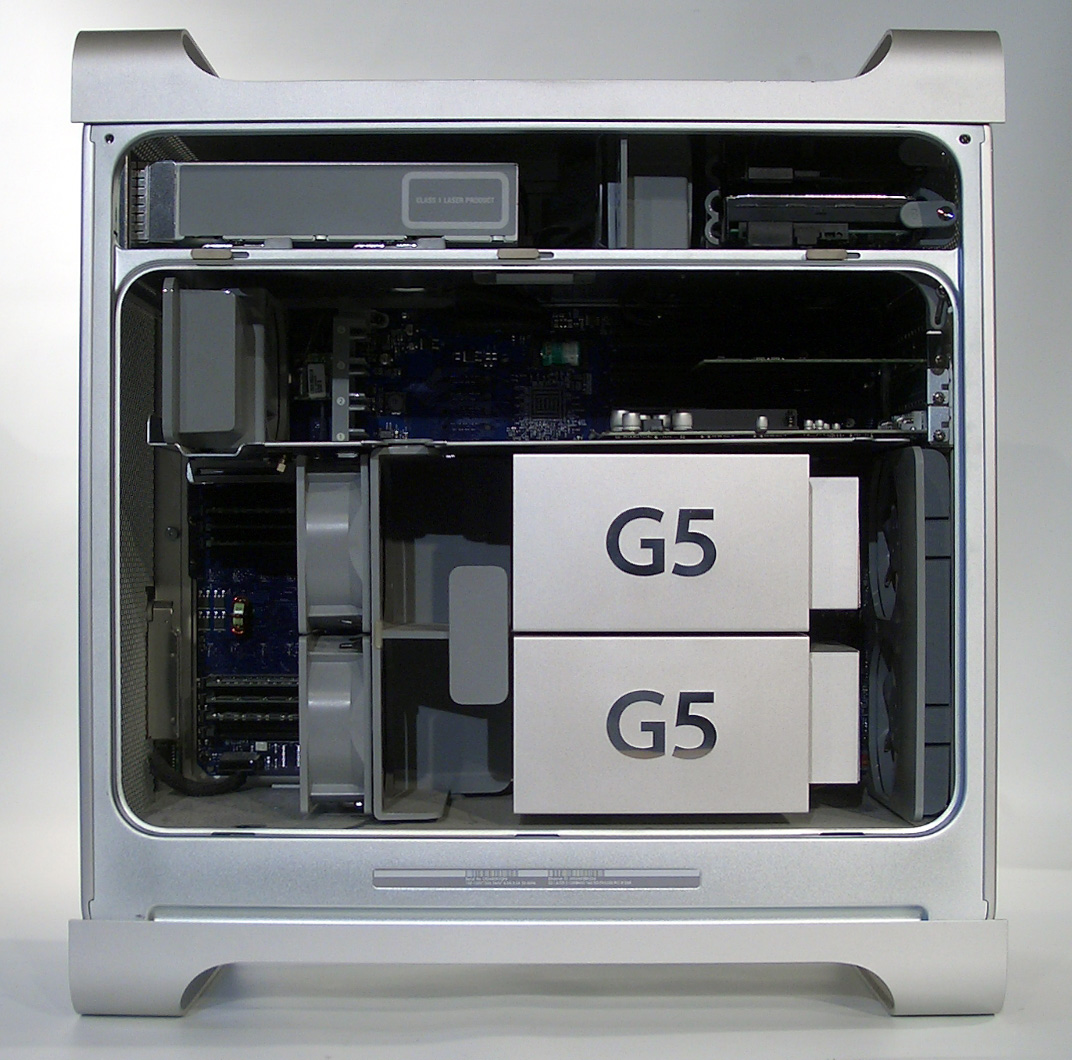
Seitenansicht eines geöffneten Power Mac G5 mit Dualprozessor

Unter dem Produktnamen Power Macintosh oder Power Mac produzierte und verkaufte das Unternehmen Apple mehrere Macintosh-Modelle mit PowerPC-Prozessor. Die vorher nur umgangssprachlich benutzte Bezeichnung „Power Mac“ wurde von Apple ab den G4-Modellen von 1999 offiziell verwendet, zugleich wurde der Begriff „Macintosh“ fallen gelassen.
Die erste Power-Macintosh-Reihe wurde im März 1994 eingeführt und stellte für die Anwender einen nahtlosen Übergang auf eine völlig neue Art von Prozessor dar: Die konventionellen Prozessoren der Motorola-68k-Baureihe wurden abgelöst durch den RISC-Prozessor PowerPC 601.
Am 7. August 2006 wurden die letzten Macs mit PowerPC- durch Rechner mit Intel-x86-Prozessoren ersetzt. Diese Geräte sind inkompatibel zur PowerPC-Architektur und werden unter der Bezeichnung Mac Pro geführt. Ab Mac OS X Lion (Version 10.7 aus dem Jahr 2011) wurde die Unterstützung für PowerPC-Applikationen (Rosetta) eingestellt.

## Übergang von 68k auf PowerPC
Der Übergang vom 68k- zum PowerPC-Prozessor gilt als technische Meisterleistung. Außer einer höheren Geschwindigkeit änderte sich für den Anwender so gut wie gar nichts: Das Betriebssystem war System 7.1.2 statt 7.1 und sah im Wesentlichen genauso aus wie vorher, nur im Systemordner lag ein spezieller System Enabler. Auch die Gehäuse der neuen Rechner waren mit nur kleinen Änderungen vom Vorgänger, der Quadra-Baureihe, übernommen worden. Sie unterschieden sich äußerlich fast nur durch einen anderen Diskettenlaufwerkseingriff und den zusätzlichen Schriftzug PowerPC. Der Startgong der Power Macintosh der ersten Generation wurde von dem Jazz-Gitarristen Stanley Jordan gestaltet und klingt ungefähr wie ein angeschlagener Gitarrenakkord. Bei späteren Macintosh-Modellen mit PowerPC-Prozessor wurde hingegen wieder der mit den Macintosh Quadra AV eingeführte Startgong verwendet.
Das damalige klassische Mac OS war monolithisch (erst seit Mac OS 8.6 basierte es auf einem Nanokernel) und unterstützte bis zum Erscheinen der Power Macs ausschließlich 68k-Prozessoren. Mit System 7.1.2 wurden sowohl PowerPC- als auch 68k-CPUs unterstützt, wobei auf Power Macs fast alle für den alten Prozessor geschriebenen Programme weiterhin lauffähig waren, und zwar in einer Emulation, von der der Anwender nichts merkte. Die Emulation, die vom Prozessor-Hersteller Motorola stammte, wurde im Laufe der Zeit beschleunigt, außerdem wurden nacheinander immer mehr Teile des Systems von 68k- in PowerPC-Code übersetzt, wodurch die Ausführungsgeschwindigkeit auf Power Macs im Laufe der Betriebssystemversionen immer weniger gebremst wurde.
Programme konnten sowohl den 68k- als auch den PowerPC-Code enthalten; der Code Fragment Manager (CFM) sorgte für die Modusumschaltung zur Laufzeit. Derartige Programme heißen Fat Binaries, dabei liegen die 68k-Codefragmente in bestimmten Sektionen der resource fork und der PowerPC-Code in der data fork.

## Übergang von PowerPC auf x86
Das Ende der Power Macs läutete der 2005 verkündete Wechsel von der PowerPC- zur x86-Architektur ein. Dieser Mitte 2006 abgeschlossene Übergang ist dem schon 1994 gezeigten Wechsel des Hauptprozessors vom Motorola 68k sehr ähnlich. Die Programme wurden, üblicherweise mit der Entwicklungsumgebung Xcode, als sogenannte Universal Binaries auf Basis von Cocoa erzeugt, die sowohl PowerPC- als auch x86-Binärcode enthalten und so auf beiden Prozessortypen nativ ablaufen können. Das Betriebssystem, genauer gesagt der Mach-Kernel XNU, lädt daraus den jeweils nötigen Code für den Prozessor. Ältere Mac-OS‑X-Programme, die nur in PowerPC-Maschinencode vorliegen und die keinen x86-Binärcode enthalten, also nicht als „Universal Binary“ vorliegen, liefen ab Mac OS X Tiger/Intel (10.4, 2005) bis Mac OS X Snow Leopard (10.6, 2009) transparent mit dem integrierten Rosetta-Emulator. Dazu zählen auch PowerPC-Programme, die sowohl unter Mac OS bis 9 als auch unter Mac OS X nativ laufen (Carbonized Applications).
Ab Mac OS X Lion (10.7, 2011) sind reine PowerPC-Programme für Mac OS X (Cocoa und Carbon) nicht mehr ausführbar, weil Rosetta ab dieser Version von Mac OS X nicht mehr unterstützt wird. (Mac OS X heißt ab 2012 nur mehr „OS X“ und ab 2016 „macOS“.)
Alte 68k-Programme, die unter Mac OS X auf dem PowerPC nur in der Classic-Umgebung liefen, werden auf „Intel-Macs“ nicht mehr unterstützt, können jedoch mit einem Emulator, wie z. B. SheepShaver, auch auf aktuellen Apple- und Windows-Systemen verwendet werden, was allerdings ein im Emulator installiertes, originales klassisches Mac OS voraussetzt.

## Kurzer geschichtlicher Überblick
Die frühen Power Macintosh basierten auf der Reihe PowerPC 60x, ihnen folgen die G3-, G4- und G5-Prozessoren.
Von Unternehmen wie Metabox (joeCard), Phase5 (Power Booster, Maccelerate) und anderen (Sonnet, …) gab es Mitte/Ende der 1990er Jahre zahlreiche Nachrüstkarten für unterschiedliche Macs, die diese mit schnelleren G3- und G4-CPUs versahen. Einige der entsprechenden Unternehmen waren eine Zeitlang auch im Markt für Mac-Clones aktiv, bis sich Apple wieder vom offenen CHRP-Plattformansatz distanzierte.
Am 7. August 2006 wurde der Power Mac aus dem Sortiment genommen und durch den mit Intel-x86-Prozessor laufenden Mac Pro ersetzt. Um softwareseitig zwischen PowerPC- und Intel-Mac unterscheiden zu können, wurden die Bezeichnungen „Mac“ für die dann „klassischen“ Power-Macs (mit PowerPC-Prozessor) und „Mac/Intel“ für damals neuen Intel-basierte Macs verwendet. Das war zur Zeit der Umstellung wichtig, um neuere Programme zu kennzeichnen, die nativ auf Mac OS X/Intel liefen. Programme mit nativem Code für die PowerPC- und Intel-Architektur wurden als Universal Binaries zur Verfügung gestellt. Ab Mac OS X Snow Leopard (10.6, 2009) hat Apple die Unterstützung für PowerPC-Prozessoren seitens des Betriebssystems fallen gelassen und ab Mac OS X Lion (10.7, 2011) die Unterstützung für PowerPC-Applikationen (Rosetta) eingestellt, sodass seither der Zusatz „/Intel“ nicht mehr verwendet wird. Umgekehrt fanden sich in Anlehnung an „Mac OS X/Intel“ später für alte Software gelegentlich „Mac OS X/PPC“ oder „Mac OS X/PowerPC“, da Universal-Applikationen und nativer PowerPC-Code für Apps verschwanden, die Lion oder neuer voraussetzen.

## Power Macintosh mit NuBus-Steckplätzen
Es gab drei Produktlinien: 6100, 7100 und 8100. Der Power Macintosh 6100 besaß das flache Gehäuse des Macintosh Quadra 610; er war zunächst mit 60, dann mit 66 MHz getaktet und besaß einen PDS. Der Power Macintosh 7100 besaß das massive Metallgehäuse des Macintosh Quadra 650 und eine Weiterentwicklung der Wombat-Platine mit drei NuBus-Steckplätzen und einem Processor Direct Slot (PDS), der standardmäßig mit einer Grafikkarte oder einer Videodigitalisierkarte (Modell 7100/80 AV) bestückt war, die als Grafikkarte benutzt werden konnte. Der Power Macintosh 7100 war zunächst mit 66, dann mit 80 MHz getaktet. Ähnlich ausgestattet war der Power Macintosh 8100, der das Gehäuse des Macintosh Quadra 800 nutzte und zunächst mit 80, dann mit 100 und 110 MHz getaktet war. Alle Rechner waren mit einem 16-Bit-Stereotonsystem ausgestattet.

### Systemprofile
Apple Power Macintosh 6200/75 (Nachfolger für alle 6100er)
- Bauzeit: ab Mai 1995
- Hauptprozessor: Motorola PPC 601
- Massenspeicher: SCSI-Festplatte; CD-ROM-Laufwerk; 3,5″-Laufwerk für 1,44-MB-Disketten
- Level-II-Cache: 256 KB
- Busrate: 37,5 MHz; Taktrate: 75 MHz
- Max. Arbeitsspeicher: 64 MB (2 × 72-polige SIMM-Speicherbänke)
- Hauptspeicher: 8 MB
- ROM-Größe: 4 MB
- Grafikspeicher: 1024 KB
- Grafikauflösung: max. 1024 × 768 Pixel, bei 640 × 480 Pixel max. 16 bit Farbtiefe

## Power Macintosh mit LC-PDS-Steckplätzen

### Power Macintosh 5200LC/5300LC
Die 5xxx-er-Serie (auch unter der Bezeichnung Performa 5200 verkauft) kommt als All-in-one-Gehäuse daher. Monitor und Rechner sind gemeinsam in einem Gehäuse untergebracht. Seine Nutzer schätzen ihn als den wohl langsamsten Power Mac ein, der je Apples Werkhallen verließ. Seine Hauptplatine ist eine Weiterentwicklung derer des LC630, das für 68000er-Prozessoren ausgelegt war, verbindet dadurch die Möglichkeit, PPC-Software zu nutzen, aber gleichzeitig die proprietären Erweiterungskarten der 630er-Reihe zu nutzen (Video-In, CommSlotI, TV-In). Viele LC-PDS-Karten funktionieren ebenfalls darin. Es gab außerdem die 62xx und 63xx Serie, die die identischen Hauptplatinen im klassischen Desktopgehäuse des LC630 verwendeten.
Zunächst wurde der PowerPC 603 mit 75 MHz Prozessortakt bei 37,5 MHz Bustakt fest verlötet verbaut, später PPC603e mit bis zu 120 MHz Prozessortakt bei 40 MHz Bustakt. Für Grafik standen nur 1 MB RAM zur Verfügung, der Hauptspeicher konnte bis auf 64 MB ausgebaut werden.
Die 5xxx-Serie wurde ab April 1995 bis Anfang 1997 gebaut. Alle Rechner waren mit einem 16-Bit-Stereotonsystem ausgestattet und besaßen ein 32/64-Bit-System.

#### Systemprofile
Apple Power Macintosh 5200/75 LC
- Bauzeit: April 1995 bis April 1996
- Hauptprozessor: Motorola PPC 603
- Massenspeicher: SCSI-Festplatte, CD-ROM-Laufwerk, 3,5″-Laufwerk für 1,44-MB-Disketten
- Level-II-Cache: 256 KByte
- Busrate: 37,5 MHz
- Taktrate: 75 MHz
- Max. Arbeitsspeicher: 64 MB (2 × 72-polige SIMM-Speicherbänke)
- ROM-Größe: 4 MB
- Grafikspeicher: 1024 KByte
- Grafikauflösung: max. 1024 × 768 Pixel, bei 640 × 480 Pixel max. 16 bit Farbtiefe

Apple Power Macintosh 5200/100 LC („Würfelmac“ mit eingebautem 15″-Bildschirm)
- Bauzeit: April 1995 bis April 1996
- Hauptprozessor: Motorola PPC 603e
- Massenspeicher: SCSI-Festplatte; CD-ROM-Laufwerk; 3,5″-Laufwerk für 1,44-MB-Disketten
- Level-II-Cache: 256 KByte
- Busrate: 40 MHz
- Taktrate: 100 MHz
- Max. Arbeitsspeicher: 64 MB (2 × 72-polige SIMM-Speicherbänke)
- ROM-Größe: 4 MB
- Grafikspeicher: 1024 KByte
- Grafikauflösung: max. 1024 × 768 Pixel, bei 640 × 480 Pixel max. 16 bit Farbtiefe

## Power Macintosh mit PCI-Steckplätzen („Old World“)

### Power Macintosh 7200 (Catalyst)/8200
Für rund 2400–2700 DM gab es ab 1995 den kleinsten PCI-Rechner von Apple. Er war als Nachfolger des Power Macintosh 7100 konzipiert, lief jedoch mit seiner technischen Ausstattung und dem günstigen Preis auch den damals aktuellen PowerPC-Performas 5200 und 6200 in den eigenen Reihen den Rang ab. Der Power Macintosh 7200 war als günstige Alternative zu der zeitgleich eingeführten Modellreihe Power Macintosh 7500 (im gleichen Gehäuse) gedacht. Über diesen beiden Rechnern lag damals der ebenfalls gleichzeitig erschienene Power Macintosh 8500 und das etwas ältere Spitzenmodell Power Macintosh 9500. Dieser teurere 9500 hatte als erster Mac den Umstieg des Unternehmens Apple von NuBus auf PCI eingeläutet, mit dem 7200, 7500 und 8500 wollte man jetzt die für Macs neue Technik günstiger einem breiteren Markt zugänglich machen. Apple musste reagieren, denn man hatte das PCI-Bussystem, das damals bei PCs längst zur Regelausstattung gehörte, eigentlich schon verpasst. Der 8200er wurde 1996 nachgeschoben und war eine hochgezüchtete Variante des 7200.

### Power Macintosh 7300 (Montana)
Ersetzte den Power Macintosh 7200 und 7600 und war ab Februar 1997 rund zehn Monate lang auf dem Markt.
- Bauzeit: Februar 1997 bis Dezember 1997
- Hauptprozessor: Motorola PPC 604e
- 2. Prozessor möglich (x86)
- Massenspeicher: SCSI-Festplatte, CD-ROM-Laufwerk, 3,5″-Laufwerk für 1,44-MB-Disketten
- Level-II-Cache: 256 KByte
- Busrate: 37,5 MHz
- Taktrate: 200 MHz
- Arbeitsspeicher: 1024 MB RAM, 168-pin DIMM
- ROM-Größe: 4 MB
- Grafikspeicher: 1024 KByte
- Grafikauflösung:max. 1280 × 1024 16-bit, bei 1024 × 768 24 bit Farbtiefe

### Power Macintosh 7500 (TNT)/7600/8500 (Nitro)/8600

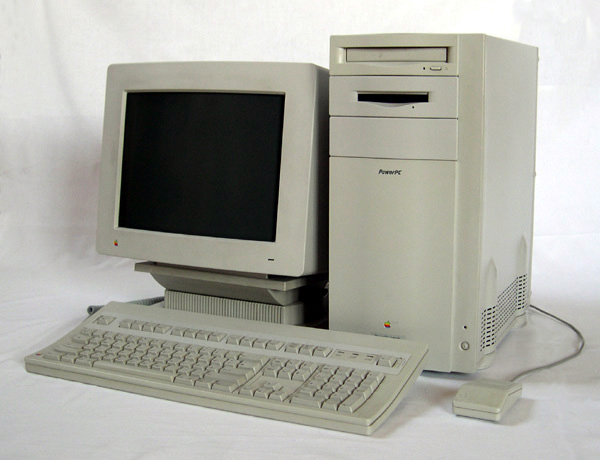
Apple Power Macintosh 9500

Die PPCs mit AV-Einheit, 3 × PCI, 8 × RAM.
Durch Cinch-Buchsen war die Ein-/Ausgabe von Stereoton möglich, und die Power Macs ließen sich an eine Stereoanlage anschließen. Alle Apple-Computer ohne AV-Karte wurden über die Mini-Klinkenstecker mit Aufnahme- und Wiedergabegeräten verbunden. Die Aufnahme eigener Systemklänge oder Musik war bei Apple bereits in den 1980er Jahren möglich, nun kam die Wiedergabe und Aufnahme von Videosignalen (ab Modell 7100/80AV) hinzu. Mit QuickTime oder Zusatzprogrammen, wie z. B. VideoShop, konnte man während der Arbeit am Rechner fernsehen oder Videos abspielen.

### Power Macintosh 9500 (Tsunami)/9600 (Kansas)
Die Highend-Macs mit sechs PCI-Steckplätzen, davon einer belegt mit Grafikkarte, und 12 Speicher-Steckplätzen. Der verbaute Prozessor war der PowerPC 604, später der PowerPC 604e. Die schnellsten Geräte der Baureihe erreichten 350 MHz (9600).

### Power Macintosh 4400 und Tanzania-Clones
Einstiegsmodelle mit PowerPC 603-CPU, nur drei (allerdings sehr schnellen) RAM-Steckplätzen für maximal 160 MB (2 × 64, 1 × 32), mit PCI-Riser-Karte, je nach Modell drei PCI-Steckplätzen oder zwei PCI-Steckplätzen und einem ComSlot II für Modem- oder Netzwerkkarten. Der Rechner war um das Motorola-Tanzania-Board aufgebaut, das Motorola eigentlich für Clone-Hersteller vorgesehen hatte. Der Rechner kam ab Werk ohne einen L2 Cache, der ihn wesentlich beschleunigte. Man konnte diesen jedoch nachrüsten, und viele Händler boten den Rechner damit an.

### Power Macintosh 64xx / 65xx / 54xx / 55xx
Als Nachfolger der LC-PDS PowerMacs (siehe oben) aktualisierte Apple das Mainboard auf einen halbwegs aktuellen Stand und setzte nun auch im unteren Preisbereich auf PCI. Dadurch wurde die Einsteigerserie deutlich aufgewertet. Sie wurde durchwegs mit deutlich schnelleren Prozessoren und schnelleren Speichermodulen verkauft. Während die 5er-Reihe das All-In-One Gehäuse mit dem bewährten 15-Zoll-Monitor des Vorgängers übernahm, wurde die 6er-Reihe auf einen Mini-Tower umgestellt. Dieser beinhaltete einen Subwoofer und konnte zwei PCI-Karten aufnehmen. Die Serie umfasste Prozessoren von 180 bis 300 MHz, und es gab später sogar noch G3-Prozessor-Karten von Drittherstellern. Mit dem Erscheinen des iMac wurden auch diese Einsteigermodelle abgelöst.

### Power Macintosh G3 beige (Codenamen Gossamer und Artemis)

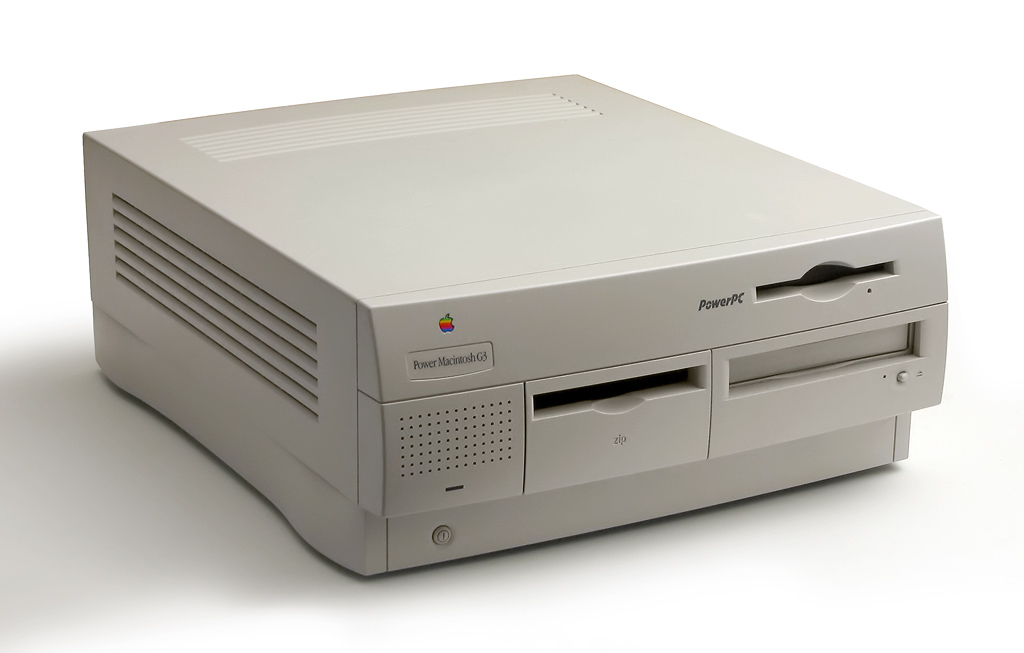
Power Macintosh 7200, 7300, 7500, 7600, G3 (Desktopgehäuse)

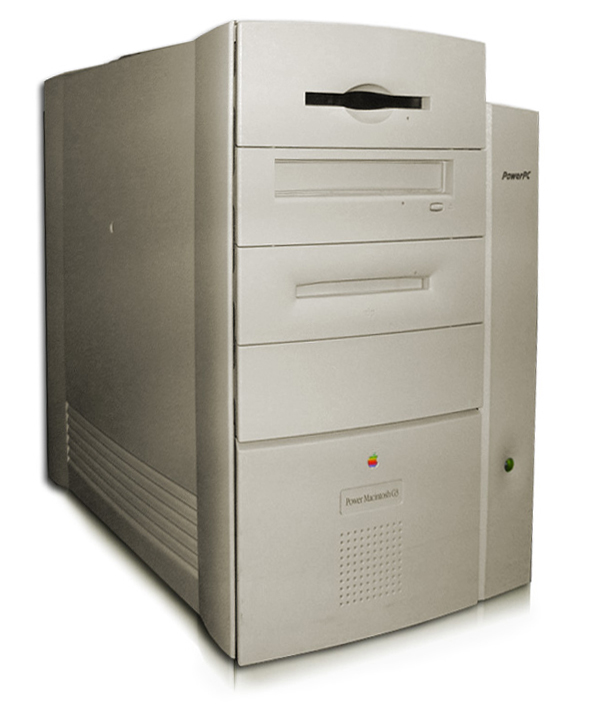
Power Macintosh 8600, 9600 und G3 (Minitowergehäuse)

Der G3 kam in zwei Generationen auf den Markt. Dieser Absatz beschreibt die ersten Modelle, diese hatten ein graues (Apple-Jargon: „Platinum“) Gehäuse.
Der Ende 1997 eingeführte Power Macintosh G3 läutete einen Paradigmenwechsel bei Apple ein. Der G3 war in der Grundüberlegung des Rechneraufbaus eigentlich näher an Apples damaliger Privatanwenderlinie („Performa“), erkennbar erstens an der weitaus geringeren internen Erweiterbarkeit (verglichen mit den Gehäusen der Profi-Macs) und zweitens an der internen Festplattenanbindung (erstmals über IDE statt SCSI). Allerdings stellte sich heraus, dass die schiere Rechenleistung des G3, bedingt durch den schnelleren Prozessor und den um 16 MHz schnelleren Systembus, dem bis dahin schnellsten Rechner, dem teuren Platzhirsch Power Mac 9600, deutlich überlegen war. Der eher als Heimanwendergerät ausgelegte Rechner war damit leistungsfähiger als von Apple ursprünglich vorgesehen.
Es gibt drei Varianten: Desktop, Mini-Tower (beide mit dem Codenamen Gossamer) sowie den All-In-One (Codename Artemis). Der Desktop (liegend) ist am häufigsten anzutreffen, der Mini-Tower (fällt durch seine zweigeteilte Form auf) ist, bedingt durch den damals beträchtlichen Preisaufschlag, deutlich seltener.
Die Rechner haben einen Grafikchip von ATI auf der Hauptplatine sowie SCSI und Netzwerk (10 MBit Ethernet), zwei serielle Schnittstellen und ADB-Anschlüsse auf der Hauptplatine. Den „beigen Desktop“ gab es mit G3-Prozessoren von 233 MHz aufwärts; im Tower wurden sogar 366 MHz-Prozessoren verbaut. Es sind drei PCI-Steckplätze vorhanden; die Nachrüstung einer Grafikkarte, USB, Firewire, 10/100 Ethernet oder schnelleren IDE/SATA-Anschlüssen ist unproblematisch. Der Arbeitsspeicher kann bis auf 768 MB mit handelsüblichem SD-RAM (von 66 bis 133 MHz) aufgerüstet werden.
Die im Chipsatz enthaltenen IDE-Schnittstellen unterstützen lediglich den Modus „Multiword-DMA“ und begrenzen daher die Datentransferrate auf maximal 16 Megabytes/s, allerdings werden auch „große“ Festplatten (bis 128 GiB, entsprechend 137 GByte) unterstützt. Die sogenannten „Old-World-Macs“ erfüllen alle Vorgaben für den Betrieb von Mac OS X 10.2 („Jaguar,“ 2002), jedoch unter der Voraussetzung, dass mindestens 128 MB Arbeitsspeicher zur Verfügung stehen. Die neueste noch offiziell unterstützte Betriebssystemversion ist 10.2.8, jedoch können Mac OS X Panther (10.3, 2003) und Mac OS X Tiger (10.4, 2005) u. a. mit Hilfe des Shareware-Programms XPostFacto installiert werden.

### All-In-One (Codenamen Artemis)
Dieses damals schon wieder außergewöhnliche Baumuster erinnerte in der Ferne an den ersten Würfel-Mac. Sein Hauptmerkmal ist der in das Gehäuse integrierte 15″-Monitor. Als seine unmittelbaren Vorgänger sind die Rechner der Power Mac 5000er-Serie anzusehen. Sein ausschließliches Arbeitsfeld war der Bildungsmarkt. Unmittelbarer Nachfolger dieses außergewöhnlichen G3 wurde Apples Welterfolg, der iMac.
- Bauzeit: 3. April 1998 bis 1. Januar 1999
- Prozessor: PPC750 – 233 MHz, 266 MHz
- 4-GB-EIDE-Festplatte
- 2 interne IDE-Stränge
- ATI Rage Pro mit 2 MB SGRAM (maximal 6 MB)
- 15″-CRT-Monitor mit 13,8″ sichtbarer Diagonale, 28-mm-Lochmaske
- standardmäßig eingebautes Mikrofon
- standardmäßig eingebaute Stereolautsprecher.

## Power Macintosh mit PCI(-X/e)-Steckplätzen („New World“)

### Power Macintosh G3 blauweiß (Yosemite)

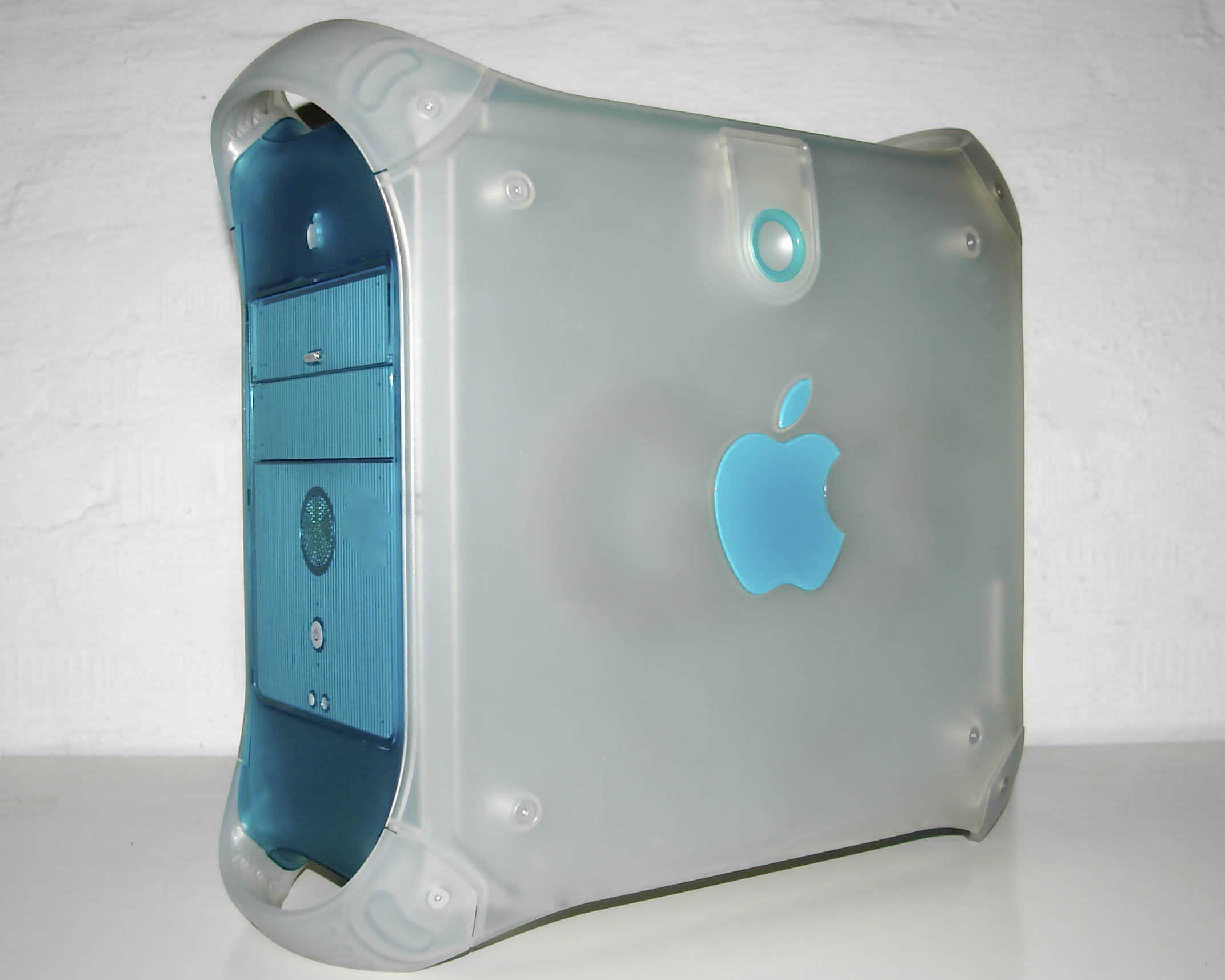
Power Mac G3 / Yosemite, Baujahr 1999

Die spätere Version des Power Mac G3 hatte ein (Mini-)Tower-Gehäuse, das mit farblosem und grünblau-transluzentem Kunststoff verkleidet war (im Apple-Jargon heißt das Gerät „Blau und Weiß“, engl. “Blue and White”) und die charakteristischen Tragegriffe. Das Gerät wurde mitunter spöttisch als „Schlumpf“ oder „Tupperdose“ bzw. „Tuppermac“ bezeichnet.
Das Gerät hatte je zwei USB- und FireWire-Anschlüsse (USB 1.1 und FW 400). ADB war noch vorhanden, um die alte Tastatur oder andere vorhandene ADB-Geräte anschließen zu können. Die Grafik wurde von der Hauptplatine in einen 66‑MHz-PCI-Steckplatz verlegt, das Konzept der „Personality Card“ aufgegeben. Ein neu entwickelter IDE-Chip sorgte mit UDMA 33 für einen schnelleren Datentransfer zur Festplatte, während die anderen Laufwerke noch über den alten, langsameren IDE-Kanal angebunden waren. Wie auch beim beigefarbenen G3 war das Innere des Gehäuses besonders leicht zugänglich; durch einen Griff konnte die Seitenwand des Gehäuses heruntergeklappt werden. Darauf befand sich die Hauptplatine mit den Speicherbausteinen, dem Prozessor usw. Im Gehäuse verblieben die Laufwerke (darunter bis zu drei Festplatten, die am Gehäuseboden befestigt werden), die somit sehr leicht zugänglich waren. Das Design ist dabei so durchdacht, dass im laufenden Betrieb die Seitenklappe geöffnet werden kann (Apple rät allerdings davon ab).
Vom blauweißen G3 gibt es die Revisionen 1 und 2. Die Revision 1 hat einen defekten IDE-Chip, der bei fast allen größeren (mehr als 8 GByte) Festplatten Datenübertragungsfehler verursacht. Um dieses Problem zu umgehen, benötigt man eine PCI-IDE-Karte (ATA oder SATA), die auch notwendig ist, um große Festplatten (mit mehr als 128 bzw. 137 GByte) ausnutzen zu können. Als alternative reine Software-(Not)-Lösung kann ein Festplattentreiber eines anderen Herstellers genutzt werden, bei dem manuell der DMA-Modus auf „Multi-Word“ umgestellt werden kann (z. B. HardDiskToolkit des Unternehmens FWB). Die zweite Revision des blauweißen Power Mac G3 hat eine Vorrichtung („U bracket“), um jeweils eine weitere („IDE Slave-“)Festplatte oberhalb der beiden vorhandenen Einbauplätze einzubauen (dann passen bis zu vier Festplatten ins Gehäuse), einen verbesserten IDE-Chip (ohne die Datenfehlerprobleme der Revision 1) sowie eine etwas schnellere Grafikkarte (Rage 128 mit höherer Taktfrequenz).
Der „Yosemite“ ist Apples erster PC mit Firewire-Schnittstelle; diese ist auch nicht in den Chipsatz integriert, sondern auf einer kleinen Zusatzplatine untergebracht. Auffallend viele Besitzer des Rechners klagen über teilweisen oder vollständigen Ausfall der Firewire-Schnittstelle oder über unzuverlässigen Datentransfer. Abhilfe schafft – wie bei der defekten IDE-Schnittstelle – eine FireWire-PCI-Einsteckkarte.
Der blauweiße Power Mac G3 ist der älteste Macintosh, der das Betriebssystem Mac OS X Tiger (10.4, 2005) unterstützt. Da die G3-Prozessoren von Mac OS X Leopard (10.5, 2007) nicht mehr unterstützt werden, ist 10.4.11 die letzte noch lauffähige Betriebssystemversion.

### Power Mac G4

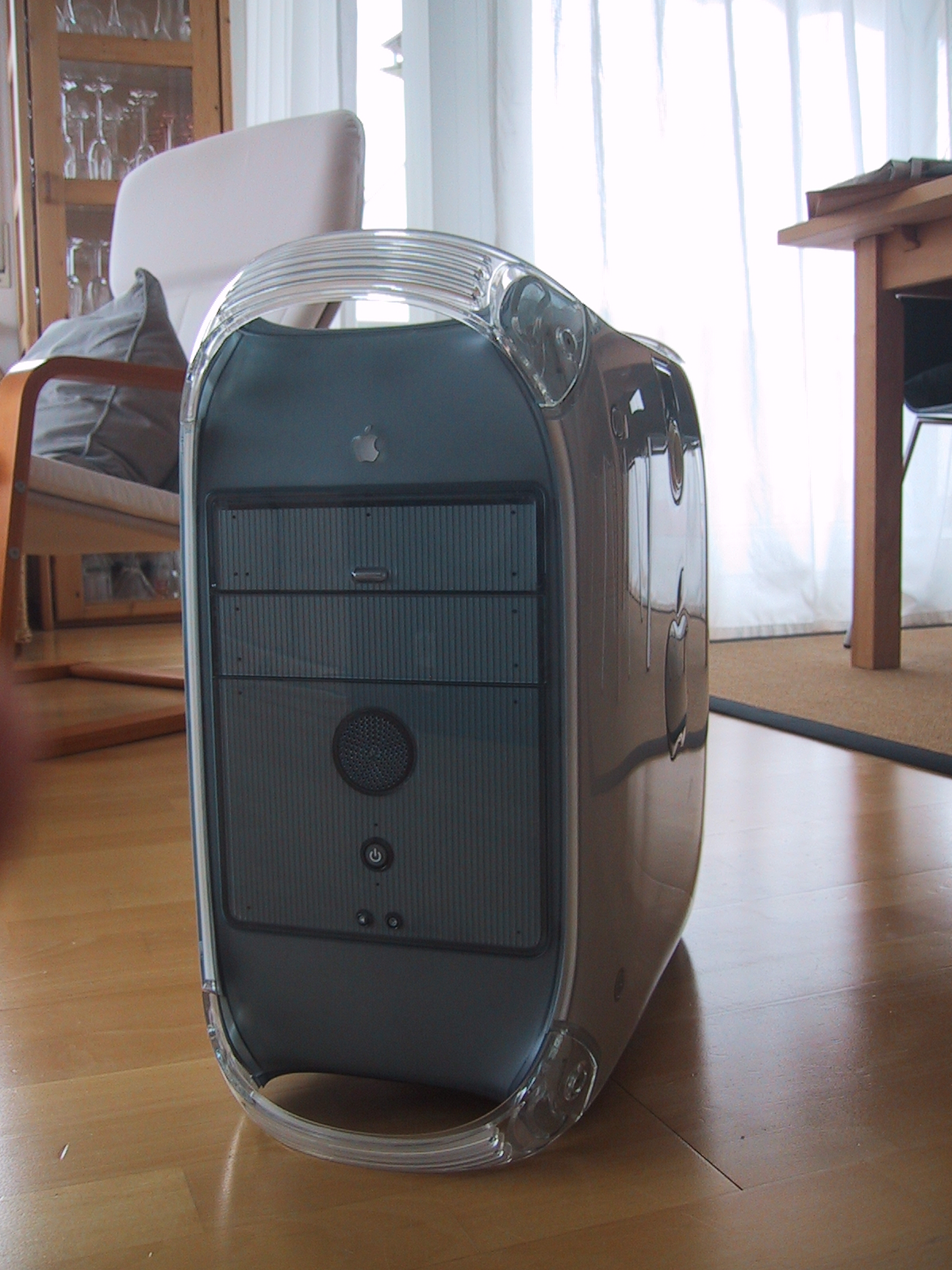
Power Mac G4 / PCI-Grafik / AGP-Grafik / Gigabit Ethernet / Digital Audio

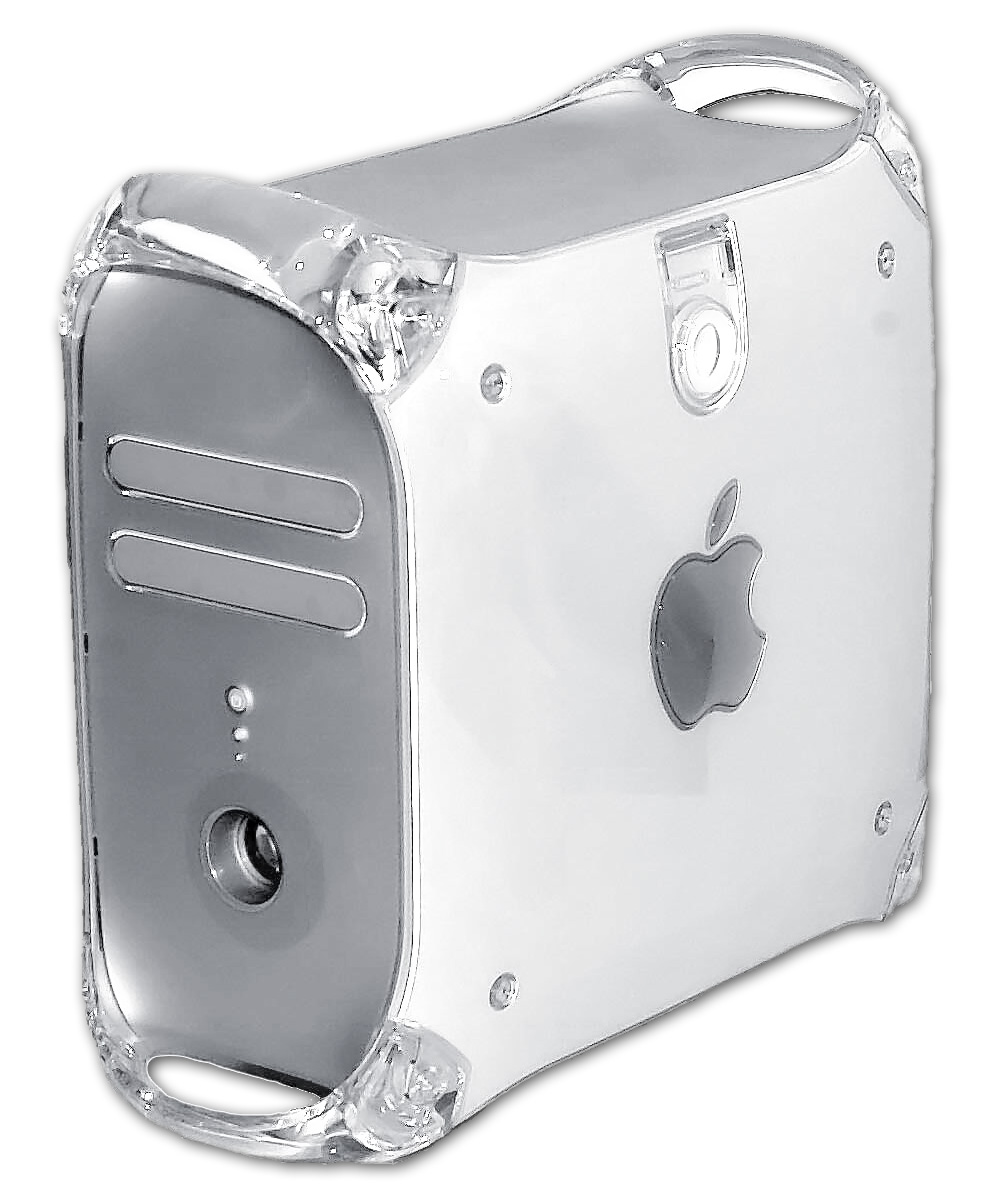
Power Mac G4 / Quicksilver,
Baujahr 2001/2002

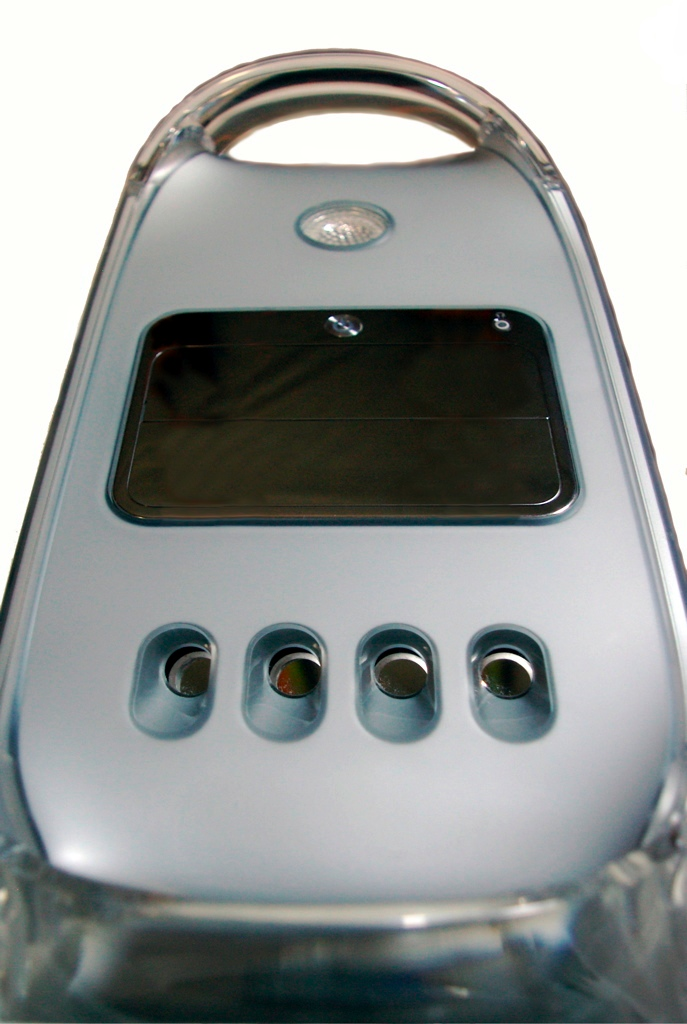
Power Mac G4 / MDD FW800, Baujahr 2002

Im Sommer 1999 wurden als Nachfolger des blauweißen G3 gleich zwei Modelle des Power Mac G4 angekündigt: Eine Version mit PCI-Grafik und eine mit AGP-Grafik (so Apples offizielle Unterscheidung).
Der Power Mac G4 hatte die gleiche Gehäuseform wie der blauweiße G3, war aber in transluzentem Kunststoff und silberfarbenen Seitenflächen gehalten. Diese Farbzusammenstellung wurde „Graphite“ genannt. Die Modelle besaßen den PowerPC-7400-Prozessor (auch „G4“ bezeichnet, daher die Apple-Bezeichnung „Power Mac G4“) von Motorola mit AltiVec (Apple-Jargon: Velocity Engine). Einige Programme von Apple, wie zum Beispiel iDVD oder GarageBand, setzen den G4-Prozessor (oder einen neueren) grundsätzlich voraus.
Beim Modell mit PCI-Grafik („Yikes“) lag der Unterschied zum Vorgängermodell (G3 „Yosemite“) einzig in der Verwendung des G4-Prozessors. Die Grafikkarte war nach wie vor eine 16 MB ATI Rage 128 im PCI-Slot und die Hauptplatine („Logic Board“) baugleich mit der des Vorgängers. Der Rechner wurde zunächst mit 400 MHz angeboten, aber wegen Problemen mit der schnellsten Serie (siehe nächster Absatz) wurden nach kurzer Zeit alle G4 mit 50 MHz weniger verkauft. Die PCI-G4 liefen deswegen mit 350 MHz. Genau wie der Yosemite G3 verfügten die Rechner über USB- und Firewire-Schnittstellen. Es wurde gemutmaßt, dass Apple noch eine größere Menge von Hauptplatinen des Vorgängermodells weiterverwenden wollte, und so wurde das „Yikes“-Modell auch bis Ende 1999 ausverkauft. Somit mussten Yikes-Käufer mit einem veralteten IDE-Controller mit UDMA-33 und dem gegenüber dem Yosemite nicht veränderten FSB-Takt von 100 MHz vorliebnehmen.
Das Modell mit AGP-Grafik („Sawtooth“) war etwas später erhältlich. Eigentlich wollte Apple zunächst zwei Varianten anbieten: eine einfache mit 450 MHz und eine besser ausgestattete mit 500 MHz. Weil Motorola die 500-MHz-CPU nicht in ausreichenden Mengen liefern konnte, stufte Apple alle G4-Rechner im September 1999 (kurz nach der Markteinführung) um 50 MHz herunter. Die AGP-Modelle waren demnach lediglich mit 400 und 450 MHz zu haben, das PCI-Modell (siehe vorheriger Absatz) mit 350 MHz. Erst im Februar 2000 lieferte Apple die G4-Macs mit den ursprünglich angekündigten Taktfrequenzen von 450 und 500 MHz aus.
Ab Juli 2000 erhielt der G4 mit der Bezeichnung „Gigabit Ethernet“ erstmals einen Gigabit-Ethernet-Anschluss und die Möglichkeit, die Apple-Flachbildschirme (15″, 17″ und 22″, später auch 20″ und 23″) im Acryl-Design mit dem ADC-Anschluss der Grafikkarte zu verbinden. Der Vorteil des ADC-Anschlusses besteht in der Verbindung des Video-Signals (DVI), der Stromversorgung und des USB-Signals in einem einzigen Kabel. Bis zur vorletzten Power-Mac-G5-Baureihe (Early 2005) gab es die Möglichkeit, den ADC-Anschluss ohne Adapter zu nutzen.
Der FSB des „AGP Graphics“ und des „Gigabit Ethernet“ lief mit 100 MHz (erst ab „Digital Audio“ mit 133 MHz). Die neue Hauptplatine war speziell für den G4-Prozessor und dessen Busprotokoll entwickelt worden, der Rechner daher deutlich schneller als das Modell mit PCI-Grafik. Der IDE-Controller konnte Festplatten mit UDMA-66 ansprechen. Es gab auch für die beiden USB-Anschlüsse jeweils einen eigenen Controller, während beim Yikes die zwei USB-Anschlüsse von nur einem Controller versorgt wurden. Dadurch konnten ab AGP-Grafik beide USB-Anschlüsse gleichzeitig mit voller Geschwindigkeit genutzt werden.
Der letzte der graphitfarbenen G4-Rechner war der „Digital Audio“. Dieser besaß keinen Mikrofonanschluss mehr, sondern neben dem Lautsprecher-Anschluss einen aktiven Apple-Pro-Speaker-Anschluss (2,5 mm Klinke, vierpolig). Weiterhin hatte der G4 erstmals einen 4 × AGP-Steckplatz.
Spätere Modelle waren häufig mit zwei Prozessoren ausgestattet, da der Prozessorhersteller Motorola die Taktraten des PowerPC 74xx (alias G4) über mehrere Jahre hindurch nur geringfügig steigern konnte und sich dadurch der Leistungsabstand zu x86-kompatiblen PCs zunehmend vergrößerte. Das Dualprozessor-Konzept sollte diese Lücke verkleinern. Später wurden PowerPC-Prozessoren auch von IBM hergestellt.
Eine Sonderform des Power Mac G4 war der Power Mac G4 Cube, der mit seinem lüfterlosen Konzept sowie seinem würfelförmigen Äußeren in einem Kunststoffgehäuse eine völlige Neuentwicklung darstellte. Allerdings war er sehr teuer und schlecht erweiterbar, weshalb der Verkauf schon nach nur einem Jahr wieder eingestellt wurde. Das Design gilt zudem als fehlerhaft, da es am Gehäuse häufig zu Spannungsrissen kam und der Cube allgemein durch das Fehlen eines Lüfters mit Hitzeproblemen zu kämpfen hatte. Dennoch galt der Cube mehr als zehn Jahre nach seiner Einführung immer noch als gefragtes Sammlerstück. Er wird im Museum of Modern Art in New York ausgestellt.
Die 2. Auflage des Power Mac G4 „Quicksilver“ von 2002 (daher auch „Quicksilver 2002“) war erstmals in der Lage, mit IDE-Festplatte von mehr als 128 GiB (137 GB) Speicherkapazität umzugehen, da dessen Open Firmware um die Unterstützung für LBA48 erweitert worden war. Größere Festplatten funktionieren in allen G4-Power-Macs mit AGP (da diese einen KeyLargo-IDE-Chip nutzen) dennoch, jedoch nur mit einem komplizierten Umgehen der LBA28-Grenze von 128 GB und viel Vorsicht bei der Partitionierung.
Der erste Power Mac, der nicht mehr Mac OS 9 booten konnte, war das 2003 erschienene Modell mit FireWire-800-Unterstützung. Wegen der großen Nachfrage nach Mac-OS‑9-Bootfähigkeit legte Apple danach den dual-bootfähigen „Mirrored Drive Doors“ mit geringen Modifikationen wieder auf, der bis etwa Mitte 2004 verkauft wurde. Damit konnte sowohl klassisches Mac OS in Form von Mac OS 9.2.2 als auch das moderne Mac OS X ab Version 10.2 („Jaguar,“ 2002) gestartet werden.
Der Doppelprozessor-Mac „FW 800“ (2003) mit 1,42 GHz war der leistungsfähigste Power Mac G4, der je von Apple gebaut worden war. Ausgestattet mit einem mit 167 MHz getakteten Front Side Bus und dem 2 MB großen L3-Cache pro Prozessor soll er von den Leistungsdaten her mit einem niedrig getakteten Power Mac G5 (1,6 GHz) vergleichbar sein.
Speziell die Sawtooth-Hauptplatine erwies sich als zukunftsträchtig, u. a. weil die CPU-Platine gesockelt war. So konnte ein ursprünglich mit einem G4 von 400 MHz ausgerüsteter Rechner noch acht Jahre nach dessen Erscheinen (Ende 1999, Ende 2007) mit z. B. zwei G4-Prozessoren (7448) mit je 1,8 GHz bestückt werden. Auch für den AGP×2-Steckplatz gab es leistungsfähigere Grafikkarten, bis hin zur ATI 9800 Pro. Eine Aufrüstung auf 2 GB RAM, Serial-ATA-Festplatten und USB-2.0-PCI-Erweiterungskarten ist ebenso möglich.
Der letzte Mac mit G4-Prozessor war der Mac mini, wie der Cube ein Kompaktcomputer. Im Gegensatz zum teuren Cube, der die gleiche Leistung wie die Tower-Modelle brachte, handelt es sich beim Mac mini um ein vergleichsweise preiswertes Einstiegsmodell. So war der PowerPC mini ausschließlich mit dem G4-Prozessor zu haben; die G5-CPUs blieben den teureren und größeren Apple-Computern vorbehalten. Gespart wurde auch an der Ausstattung, im Gegensatz zu allen anderen Macs lieferte Apple den mini ohne Tastatur und Maus aus. Den Mac mini G4 gab es zunächst mit 1,25 und 1,42 GHz Taktfrequenz. Die kleinere Variante hatten eine 40 GByte große Festplatte und ein CD-Combodrive (DVDs lesen, CDs lesen und schreiben). Die 1,42‑GHz-Version hatte einen CD/DVD-Brenner und eine 80 GByte große Festplatte, außerdem waren Bluetooth und Airport bereits eingebaut. Ein Kritikpunkt war, dass das Gerät nur zwei USB-Anschlüsse hatte. Der Mac mini mit Intel-x86-Prozessor (seit 2006 produziert) verfügt daher über vier USB-Anschlüsse. Als positiv wird empfunden, dass der Mac mini sehr leise ist; der eingebaute Lüfter springt nur bei intensiver Nutzung des Rechners an.
Mac OS X Leopard (10.5, 2005) setzt einen CPU-Takt von mindestens 867 MHz voraus. Somit sind Installationen von Leopard auf langsameren Modellen nicht mehr vorgesehen, obwohl dies mit den passenden Mitteln relativ einfach möglich ist. Jedoch ist die Leistung dieser Version von Mac OS X, die zur Darstellung durchwegs Beschleunigungsfunktionen der Grafikkarte verwendet, auf älteren Power Macs, deren Grafikkarten diese Funktionen nicht bieten, spürbar eingeschränkt.

#### Modellübersicht Power Mac G4
Außer für die Hauptplatinen gibt es auch für die Rechner, um die verschiedenen Modelle auseinanderhalten zu können, Bezeichnungen, die zwar inoffiziell sind, aber von Apple stammen:
Tower-Gehäuse:
- 1999: „PCI Graphics“ („Yikes“), offiziell übersetzt: „PCI-Grafikkarte“
- 1999: „AGP Graphics“ („Sawtooth“), offiziell übersetzt: „AGP-Grafikkarte“
- 1999: „Gigabit Ethernet“
- 2001: „Digital Audio“

- 2001: „Quicksilver“
- 2002: „Quicksilver 2002“

- 2002: „Mirrored Drive Doors“ (kurz „MDD“), offiziell übersetzt: „Verspiegelte Laufwerksblenden“ oder „zwei Laufwerksabdeckungen“
- 2003: „FireWire 800“ (kurz „FW 800“ oder „MDD FW 800“)
- 2003: „Mirrored Drive Doors 2003“

Kompaktgehäuse:
- 2000: Cube

- 2005: Mac mini

Bis auf den Mac mini wurden die Rechner immer als „Power Mac G4“ zusammen mit dem jeweiligen Modellnamen bezeichnet, also z. B. „Power Mac G4 Gigabit Ethernet“.

### Power Mac G5

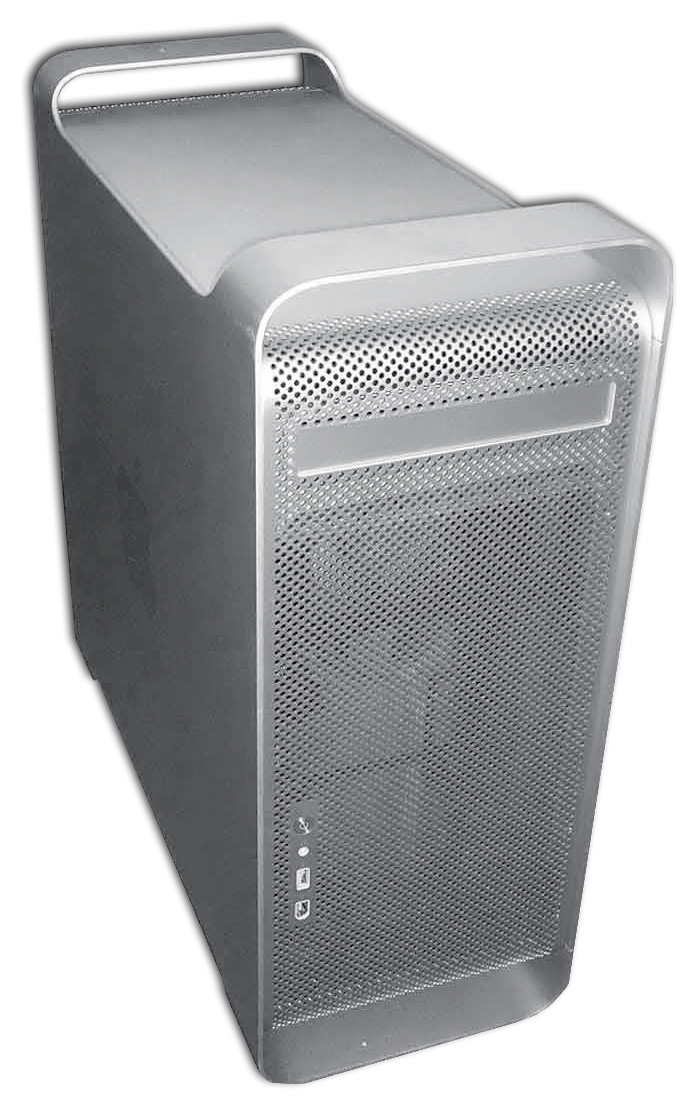
Power Mac G5 „Käsereibe“

Der Power Mac G5 führte das zuvor bei den PowerBooks eingeführte Aluminium als Gehäusematerial in der Power Macintosh-Reihe ein (wegen des auffälligen Lochgitter-Designs der Frontseite in Fachkreisen häufig auch scherzhaft als „Käsereibe“ bezeichnet). Er benutzte neue PowerPC-970-Prozessoren von IBM, von Apple als G5 vermarktet. Der Power Mac G5 hatte ein ausgeklügeltes Belüftungssystem mit neun Ventilatoren in vier unabhängigen Kühlzonen. Die Prozessoren selbst wurden durch passive Kühler gekühlt. Ab Mitte 2004 wurde von Apple erstmals serienmäßig ein Flüssigkeitskühlsystem im Topmodell mit Dual-2,5 GHz-Prozessoren verbaut (seit April 2005 war nur das Dual-CPU-2,7 GHz-Topmodell wassergekühlt, seit Oktober 2005 nur der Quad mit zwei Doppelprozessoren). Wurde das Gehäuseseitenteil abgenommen, konnte durch eine Plexiglasabdeckung ein Blick ins Innere bei laufendem Betrieb geworfen werden.
Das letzte Einprozessormodell (mit 1,8 GHz, von Apple „Late 2004“ genannt, mit PCI-Bus und 600 MHz-FSB) wurde im Oktober 2004 eingeführt. Die Architektur unterschied sich grundlegend von allen anderen G5-Power-Macs, da der Systemaufbau dem iMac G5 (Rev A) gleicht. Statt PMU besitzt dieses Modell eine SMU sowie U3lite- und Shasta-Controller. Bereits im Juni 2005 (es war allerdings bis Juli 2005 noch in Europa erhältlich) wurde das Gerät, das bis dahin nie zuverlässig funktionierte, vermutlich wegen Serienfehlern eingestellt.
Erst Ende 2005 – also lange nach Bekanntwerden des Fehlers – hat Apple eine Firmware-Aktualisierung veröffentlicht, mit der die Rechner zuverlässig funktionieren.
Von Oktober 2005 bis August 2006 waren drei Modelle (mit einer Dual-Core-2,0-GHz-CPU, mit einer Dual-Core-2,3-GHz-CPU sowie das teuerste Modell mit zwei Dual-Core-CPUs à 2,5 GHz, alle mit PCI-Express) erhältlich. Alle diese Modelle verwendeten die Chipkombination U4/K2 mit PCI-Express-Bridge. Viele Exemplare dieser Modellreihe – insbesondere diejenigen mit 2 × 2,3 GHz – haben einen Serienfehler im Netzteil; für Geräte mit bestimmten Seriennummern wurden bis Januar 2010 defekte Netzteile von Apple auch außerhalb der regulären Garantiezeit kostenlos getauscht.
Alle Quad-Core- und Dual-Core-Power-Mac-G5-Modelle unterstützten zusätzlich bis zu vier Grafikkarten, die in die PCI-Express-Steckplätze eingebaut werden konnten und an denen jeweils bis zu zwei 23″-Apple-Cinema-Displays angeschlossen werden konnten.
Der Power Mac G5 war der erste 64-Bit-Computer von Apple, auf dem allerdings anfangs nur ein 32-Betriebssystem und 32-Bit-Software verfügbar waren. Betriebssystemseitig unterstützten Mac OS X 10.2 (Version „10.2.7 G5“ wurde gemeinsam mit den allerersten Power-Mac-G5-Modellen ausgeliefert) und Mac OS X Panther (10.3) nur 32-Bit-Programme, ab Mac OS X Tiger (10.4, 2005) waren 64-Bit-Kommandozeilenprogramme möglich. Erst Mac OS X Leopard (10.5, 2007) ermöglichte 64-Bit-Programme auch grafisch, wovon jedoch nahezu kein Gebrauch gemacht wurde, da die meisten Applikationen auch für den Power Mac G4 kompatibel bleiben sollten.
Am 7. August 2006 wurden die letzten Macs mit PowerPC- durch Rechner mit Intel-x86-Prozessoren ersetzt; Nachfolger des Power Mac G5 ist der Mac Pro.

#### Modellübersicht Power Mac G5
Im Wesentlichen wurden folgende Varianten des Power Mac G5 von Apple gebaut:
- September 2003: ursprüngliches Modell (PCI oder PCI-X)
- Juni 2004: leicht überarbeitetes Modell mit etwas geringerem Stromverbrauch, erstmals Flüssigkeitskühlung beim Top-Modell
- Oktober 2004: Einprozessor-Modell „Late 2004“ mit iMac-Architektur (1,8 GHz mit 600 MHz FSB, PCI-Steckplätze)
- April 2005: wie Juni 2004, jedoch mit höheren Prozessorgeschwindigkeiten
- Oktober 2005: Dual-Core-Modelle „Late 2005“ mit PCI-Express-Steckplätzen